# Llista d'asteroides/176001-176100
| Nom      | Designació provisional | Data de descobriment   | Lloc de descobriment | Descobridor/s       |
| -------- | ---------------------- | ---------------------- | -------------------- | ------------------- |
| 176001 - | 2000 QR230             | 31 d'agost de 2000     | Socorro              | LINEAR              |
| 176002 - | 2000 QU243             | 21 d'agost de 2000     | Anderson Mesa        | LONEOS              |
| 176003 - | 2000 RH13              | 1 de setembre de 2000  | Socorro              | LINEAR              |
| 176004 - | 2000 RZ15              | 1 de setembre de 2000  | Socorro              | LINEAR              |
| 176005 - | 2000 RW34              | 1 de setembre de 2000  | Socorro              | LINEAR              |
| 176006 - | 2000 RQ58              | 7 de setembre de 2000  | Kitt Peak            | Spacewatch          |
| 176007 - | 2000 RV64              | 1 de setembre de 2000  | Socorro              | LINEAR              |
| 176008 - | 2000 RS79              | 1 de setembre de 2000  | Socorro              | LINEAR              |
| 176009 - | 2000 RY86              | 2 de setembre de 2000  | Anderson Mesa        | LONEOS              |
| 176010 - | 2000 RV87              | 2 de setembre de 2000  | Anderson Mesa        | LONEOS              |
| 176011 - | 2000 RF90              | 3 de setembre de 2000  | Socorro              | LINEAR              |
| 176012 - | 2000 RM102             | 5 de setembre de 2000  | Anderson Mesa        | LONEOS              |
| 176013 - | 2000 RW102             | 5 de setembre de 2000  | Anderson Mesa        | LONEOS              |
| 176014 - | 2000 RS106             | 3 de setembre de 2000  | Apache Point         | SDSS                |
| 176015 - | 2000 SR                | 19 de setembre de 2000 | Kitt Peak            | Spacewatch          |
| 176016 - | 2000 SP13              | 21 de setembre de 2000 | Socorro              | LINEAR              |
| 176017 - | 2000 SD19              | 23 de setembre de 2000 | Socorro              | LINEAR              |
| 176018 - | 2000 SY41              | 24 de setembre de 2000 | Socorro              | LINEAR              |
| 176019 - | 2000 SE49              | 23 de setembre de 2000 | Socorro              | LINEAR              |
| 176020 - | 2000 SQ50              | 23 de setembre de 2000 | Socorro              | LINEAR              |
| 176021 - | 2000 SW50              | 23 de setembre de 2000 | Socorro              | LINEAR              |
| 176022 - | 2000 SR71              | 24 de setembre de 2000 | Socorro              | LINEAR              |
| 176023 - | 2000 SL72              | 24 de setembre de 2000 | Socorro              | LINEAR              |
| 176024 - | 2000 SZ76              | 24 de setembre de 2000 | Socorro              | LINEAR              |
| 176025 - | 2000 SB79              | 24 de setembre de 2000 | Socorro              | LINEAR              |
| 176026 - | 2000 ST81              | 24 de setembre de 2000 | Socorro              | LINEAR              |
| 176027 - | 2000 SD89              | 25 de setembre de 2000 | Socorro              | LINEAR              |
| 176028 - | 2000 SL91              | 23 de setembre de 2000 | Socorro              | LINEAR              |
| 176029 - | 2000 SH95              | 23 de setembre de 2000 | Socorro              | LINEAR              |
| 176030 - | 2000 SB124             | 24 de setembre de 2000 | Socorro              | LINEAR              |
| 176031 - | 2000 SM133             | 23 de setembre de 2000 | Socorro              | LINEAR              |
| 176032 - | 2000 SO175             | 28 de setembre de 2000 | Socorro              | LINEAR              |
| 176033 - | 2000 SH177             | 28 de setembre de 2000 | Socorro              | LINEAR              |
| 176034 - | 2000 SY183             | 20 de setembre de 2000 | Haleakala            | NEAT                |
| 176035 - | 2000 SD186             | 21 de setembre de 2000 | Kitt Peak            | Spacewatch          |
| 176036 - | 2000 SP200             | 24 de setembre de 2000 | Socorro              | LINEAR              |
| 176037 - | 2000 SR200             | 24 de setembre de 2000 | Socorro              | LINEAR              |
| 176038 - | 2000 SG213             | 25 de setembre de 2000 | Socorro              | LINEAR              |
| 176039 - | 2000 SP217             | 26 de setembre de 2000 | Socorro              | LINEAR              |
| 176040 - | 2000 SY223             | 27 de setembre de 2000 | Socorro              | LINEAR              |
| 176041 - | 2000 SM254             | 24 de setembre de 2000 | Socorro              | LINEAR              |
| 176042 - | 2000 SA263             | 25 de setembre de 2000 | Socorro              | LINEAR              |
| 176043 - | 2000 SW294             | 27 de setembre de 2000 | Socorro              | LINEAR              |
| 176044 - | 2000 SA309             | 30 de setembre de 2000 | Socorro              | LINEAR              |
| 176045 - | 2000 SX309             | 25 de setembre de 2000 | Socorro              | LINEAR              |
| 176046 - | 2000 SC310             | 26 de setembre de 2000 | Socorro              | LINEAR              |
| 176047 - | 2000 SL362             | 18 de setembre de 2000 | Anderson Mesa        | LONEOS              |
| 176048 - | 2000 TH                | 2 d'octubre de 2000    | OCA-Anza             | M. Collins, A. Rudd |
| 176049 - | 2000 TM10              | 1 d'octubre de 2000    | Socorro              | LINEAR              |
| 176050 - | 2000 TU11              | 1 d'octubre de 2000    | Socorro              | LINEAR              |
| 176051 - | 2000 TX17              | 1 d'octubre de 2000    | Socorro              | LINEAR              |
| 176052 - | 2000 TT22              | 1 d'octubre de 2000    | Socorro              | LINEAR              |
| 176053 - | 2000 TO35              | 6 d'octubre de 2000    | Anderson Mesa        | LONEOS              |
| 176054 - | 2000 TE37              | 1 d'octubre de 2000    | Socorro              | LINEAR              |
| 176055 - | 2000 TM46              | 1 d'octubre de 2000    | Anderson Mesa        | LONEOS              |
| 176056 - | 2000 TC52              | 1 d'octubre de 2000    | Socorro              | LINEAR              |
| 176057 - | 2000 TH64              | 5 d'octubre de 2000    | Kitt Peak            | Spacewatch          |
| 176058 - | 2000 UW14              | 25 d'octubre de 2000   | Socorro              | LINEAR              |
| 176059 - | 2000 US18              | 25 d'octubre de 2000   | Socorro              | LINEAR              |
| 176060 - | 2000 UF32              | 29 d'octubre de 2000   | Kitt Peak            | Spacewatch          |
| 176061 - | 2000 UC37              | 24 d'octubre de 2000   | Socorro              | LINEAR              |
| 176062 - | 2000 UQ46              | 24 d'octubre de 2000   | Socorro              | LINEAR              |
| 176063 - | 2000 UA62              | 25 d'octubre de 2000   | Socorro              | LINEAR              |
| 176064 - | 2000 UM67              | 25 d'octubre de 2000   | Socorro              | LINEAR              |
| 176065 - | 2000 VS43              | 1 de novembre de 2000  | Socorro              | LINEAR              |
| 176066 - | 2000 VF44              | 2 de novembre de 2000  | Socorro              | LINEAR              |
| 176067 - | 2000 WJ4               | 19 de novembre de 2000 | Socorro              | LINEAR              |
| 176068 - | 2000 WZ39              | 20 de novembre de 2000 | Socorro              | LINEAR              |
| 176069 - | 2000 WG68              | 28 de novembre de 2000 | Kitt Peak            | Spacewatch          |
| 176070 - | 2000 WR70              | 19 de novembre de 2000 | Socorro              | LINEAR              |
| 176071 - | 2000 WE71              | 19 de novembre de 2000 | Socorro              | LINEAR              |
| 176072 - | 2000 WN76              | 20 de novembre de 2000 | Socorro              | LINEAR              |
| 176073 - | 2000 WL108             | 20 de novembre de 2000 | Socorro              | LINEAR              |
| 176074 - | 2000 WY113             | 20 de novembre de 2000 | Socorro              | LINEAR              |
| 176075 - | 2000 WY114             | 20 de novembre de 2000 | Socorro              | LINEAR              |
| 176076 - | 2000 WG184             | 30 de novembre de 2000 | Anderson Mesa        | LONEOS              |
| 176077 - | 2000 WW191             | 19 de novembre de 2000 | Anderson Mesa        | LONEOS              |
| 176078 - | 2000 XM5               | 1 de desembre de 2000  | Socorro              | LINEAR              |
| 176079 - | 2000 XO21              | 4 de desembre de 2000  | Socorro              | LINEAR              |
| 176080 - | 2000 XK24              | 4 de desembre de 2000  | Socorro              | LINEAR              |
| 176081 - | 2000 XW27              | 4 de desembre de 2000  | Socorro              | LINEAR              |
| 176082 - | 2000 XX41              | 5 de desembre de 2000  | Socorro              | LINEAR              |
| 176083 - | 2000 XP45              | 15 de desembre de 2000 | Socorro              | LINEAR              |
| 176084 - | 2000 YT10              | 22 de desembre de 2000 | Socorro              | LINEAR              |
| 176085 - | 2000 YE14              | 23 de desembre de 2000 | Kitt Peak            | Spacewatch          |
| 176086 - | 2000 YS16              | 20 de desembre de 2000 | Socorro              | LINEAR              |
| 176087 - | 2000 YS47              | 30 de desembre de 2000 | Socorro              | LINEAR              |
| 176088 - | 2000 YQ57              | 30 de desembre de 2000 | Socorro              | LINEAR              |
| 176089 - | 2000 YB80              | 30 de desembre de 2000 | Socorro              | LINEAR              |
| 176090 - | 2000 YJ90              | 30 de desembre de 2000 | Socorro              | LINEAR              |
| 176091 - | 2000 YW98              | 30 de desembre de 2000 | Socorro              | LINEAR              |
| 176092 - | 2000 YK108             | 30 de desembre de 2000 | Socorro              | LINEAR              |
| 176093 - | 2000 YS112             | 30 de desembre de 2000 | Socorro              | LINEAR              |
| 176094 - | 2001 AR18              | 3 de gener de 2001     | Socorro              | LINEAR              |
| 176095 - | 2001 AK34              | 4 de gener de 2001     | Socorro              | LINEAR              |
| 176096 - | 2001 BD3               | 18 de gener de 2001    | Socorro              | LINEAR              |
| 176097 - | 2001 BX9               | 16 de gener de 2001    | Kitt Peak            | Spacewatch          |
| 176098 - | 2001 BT16              | 18 de gener de 2001    | Socorro              | LINEAR              |
| 176099 - | 2001 BV17              | 19 de gener de 2001    | Socorro              | LINEAR              |
| 176100 - | 2001 BX26              | 20 de gener de 2001    | Socorro              | LINEAR              |